# Robert Tournières

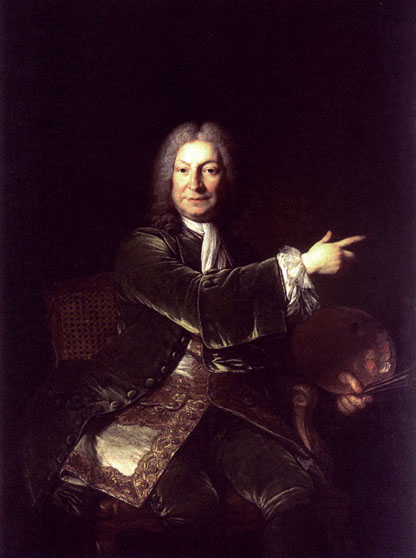
Robert Tournières, porträtterad av Pierre Lesueur 1747.

Robert Le Vrac de Tournières, född den 17 juni 1667 i Caen, död där den 18 maj 1752, var en fransk målare.
Tournières studerade i Paris och upptogs i konstakademien som porträttmålare 1702 samt 1716 som historiemålare med en tavla Dibutades dotter tecknande sin älskades porträtt efter skuggan från en lampa (nu i Louvren). Senare målade han små genreartade porträtt och fantasistycken efter förebilder av de gamla holländska mästarna. Han blev professor 1725, utställde på salongen 1704–1748 och drog sig 1750 tillbaka till sin födelsestad. Tournières verk finns i École des beaux-arts i Paris samt i flera landsortsmuseer i Frankrike, så exempelvis Familjen Maupertuis (1715, i museum i Nantes). I Sveriges Nationalmuseum finns av honom en Pomona (kopia efter Aert de Gelder).